# Masan-myeon, Haenam-gun
Masan-myeon (koreanska: 마산면) är en socken i Sydkorea. Den ligger i kommunen Haenam-gun i provinsen Södra Jeolla, i den södra delen av landet, 330 km söder om huvudstaden Seoul.